# Andrea Andreani
Andrea Andreani (Mantoue, vers 1541 - Rome, 1623) est un graveur sur bois italien, parmi les premiers en Italie à avoir usé du clair-obscur, nécessitant plusieurs couleurs d'impression.

## Biographie
Andrea Andreani fut né ou actif à Mantoue à partir de 1541 principalement pour des copies de Mantegna, Albrecht Dürer, Parmigianino et Titien.
On le remarqua également à Florence de 1584 à 1560, et à Rome, où il mourut, en 1623.

## Œuvres
- Mercure et l'Ignorance,
- Le Déluge,
- Pharaon englouti lors du passage de la mer Rouge (d'après Titien)
- Les Triomphes de César, gravures, d'après Andrea Mantegna
- Le Christ condamné par Pilate, d'après Giambologna
- L'allégorie de la vertu, d'après Jacopo Ligozzi

### Les Triomphes de César
Vers 1598-1599, il reproduit, d'après les dessins de Bernardino Malpizzi (1553-1623), à l'aide de la gravure sur bois, les neuf tableaux des Triomphes de César d'Andrea Mantegna, introduisant chaque motif par une colonne, le tout étant présenté sous la forme d'un album ouvert par un frontispice dédicatoire au duc Vincenzo I Gonzaga. Sur ce nombre, huit, rehaussés à la gouache, ont été retrouvés :

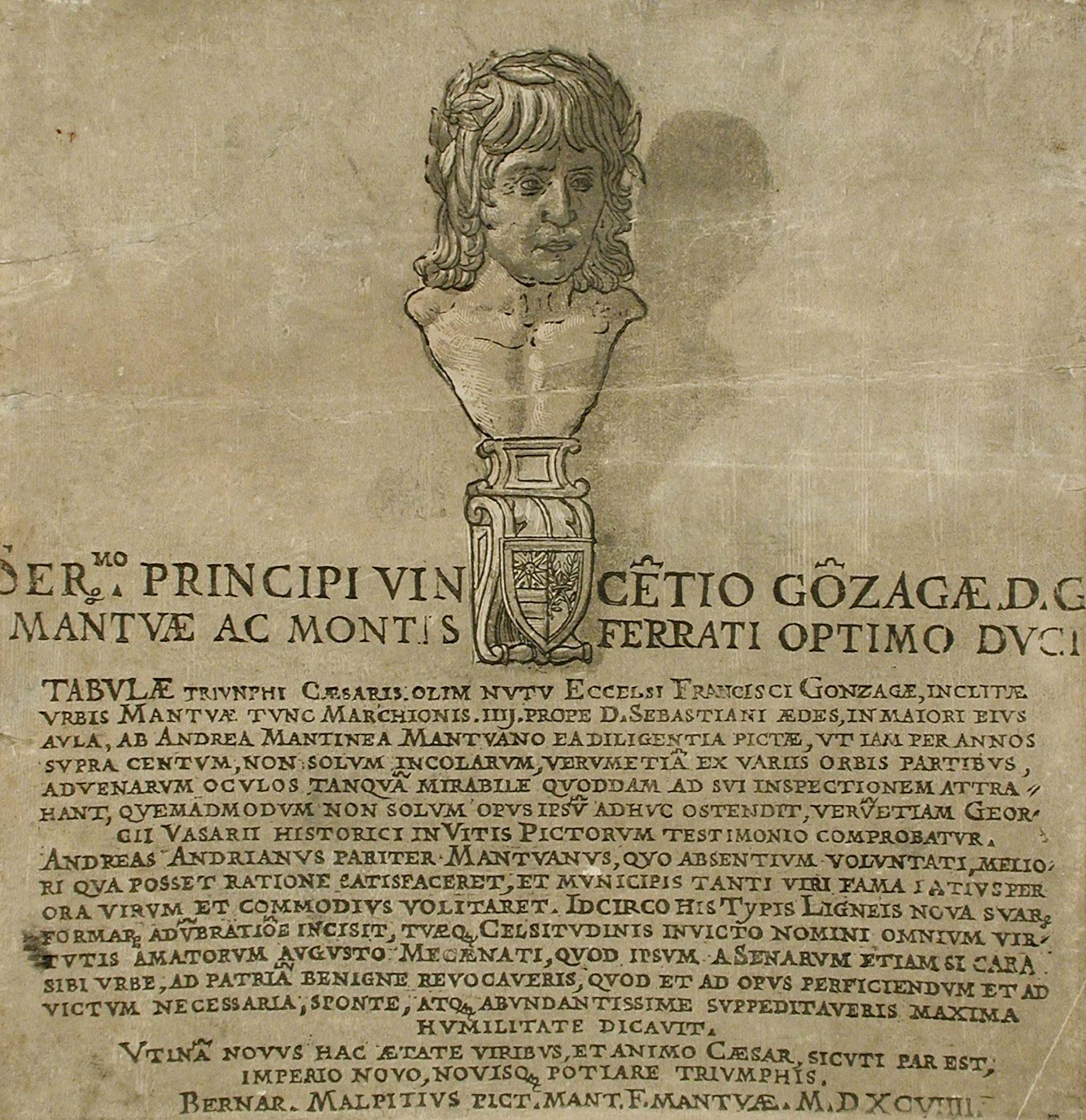
Frontispice
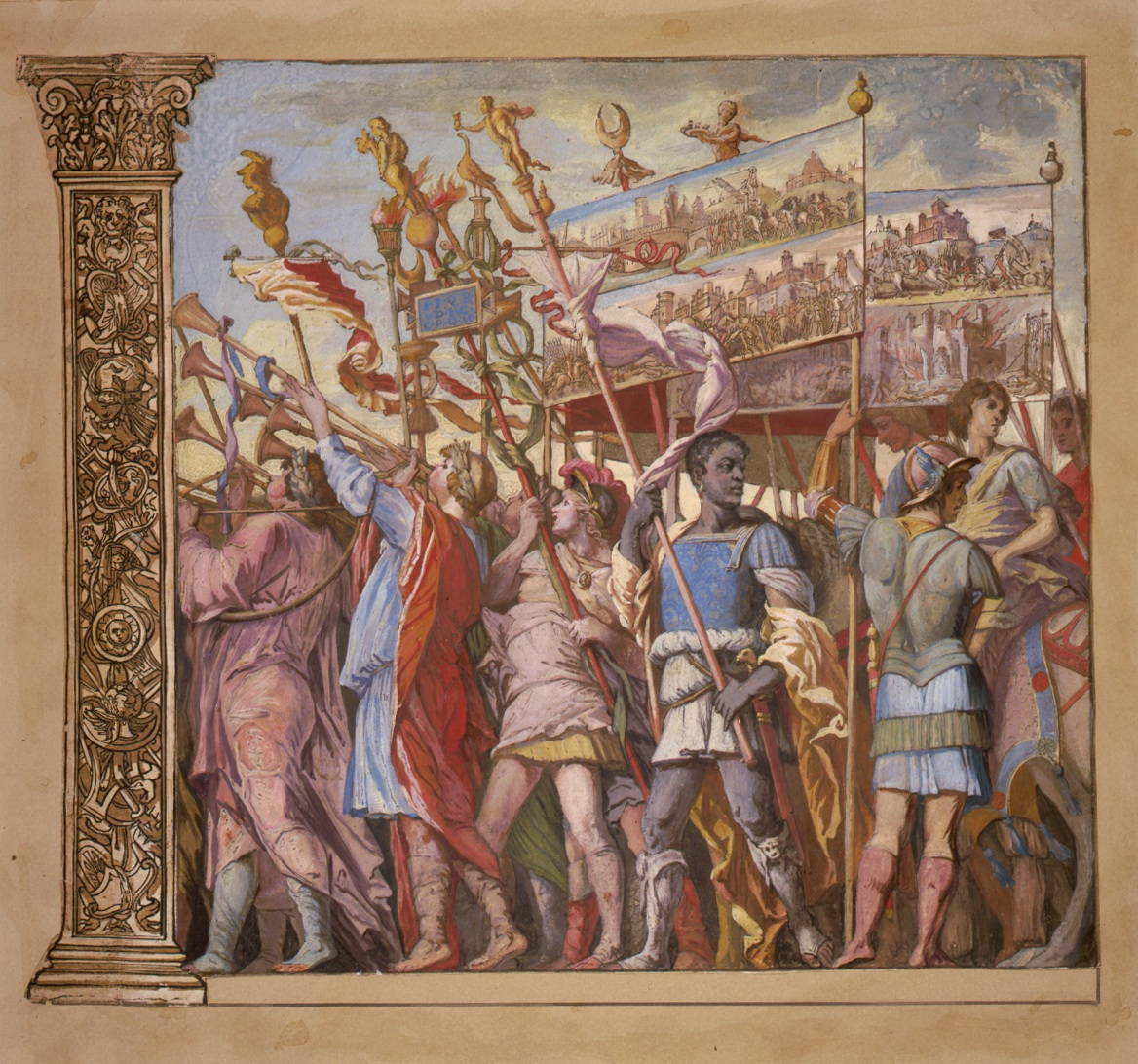
Les Trompettes et les porteurs d'enseigne (I)
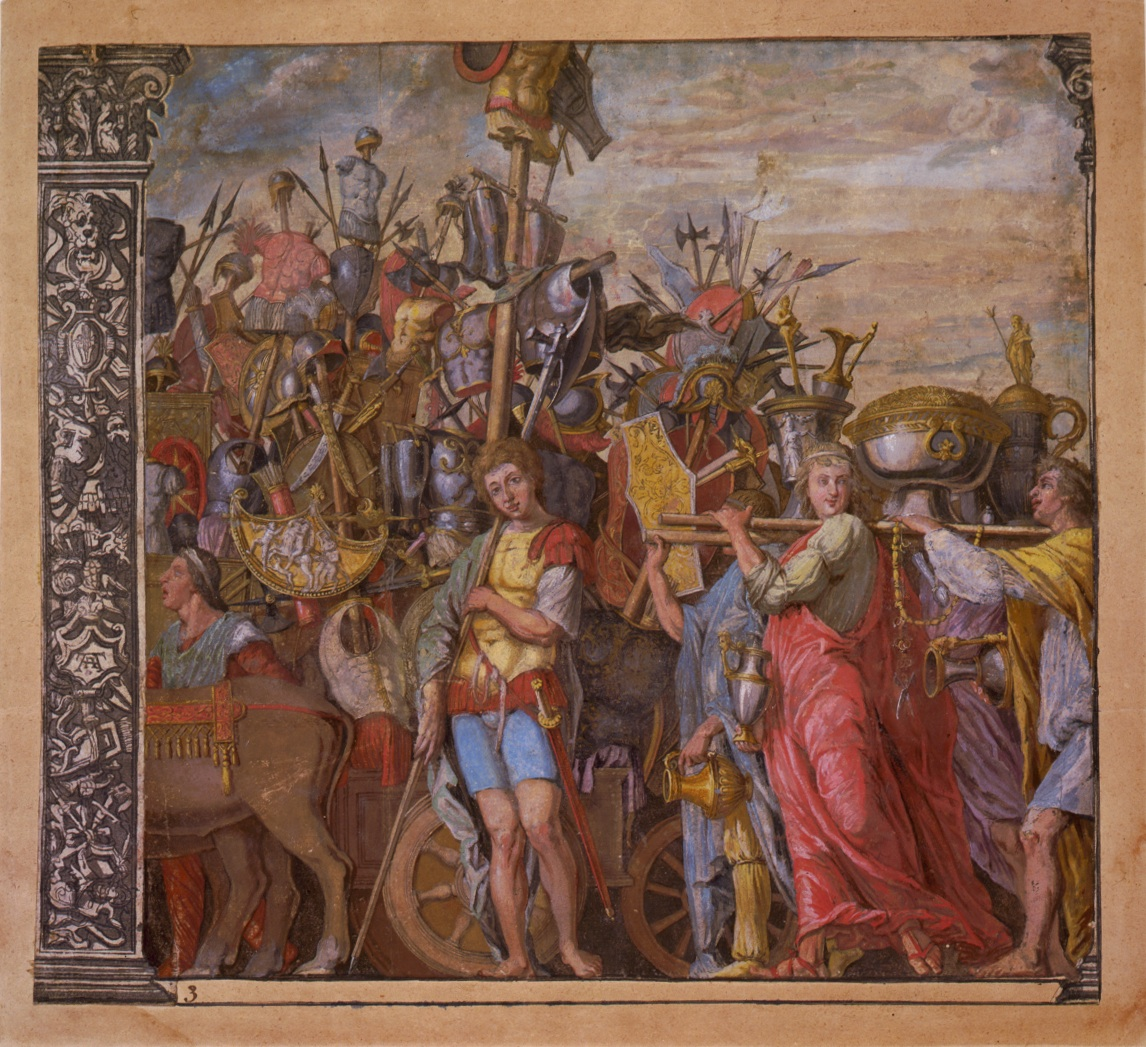
Le Char aux trophées et les porteurs de butin (III)
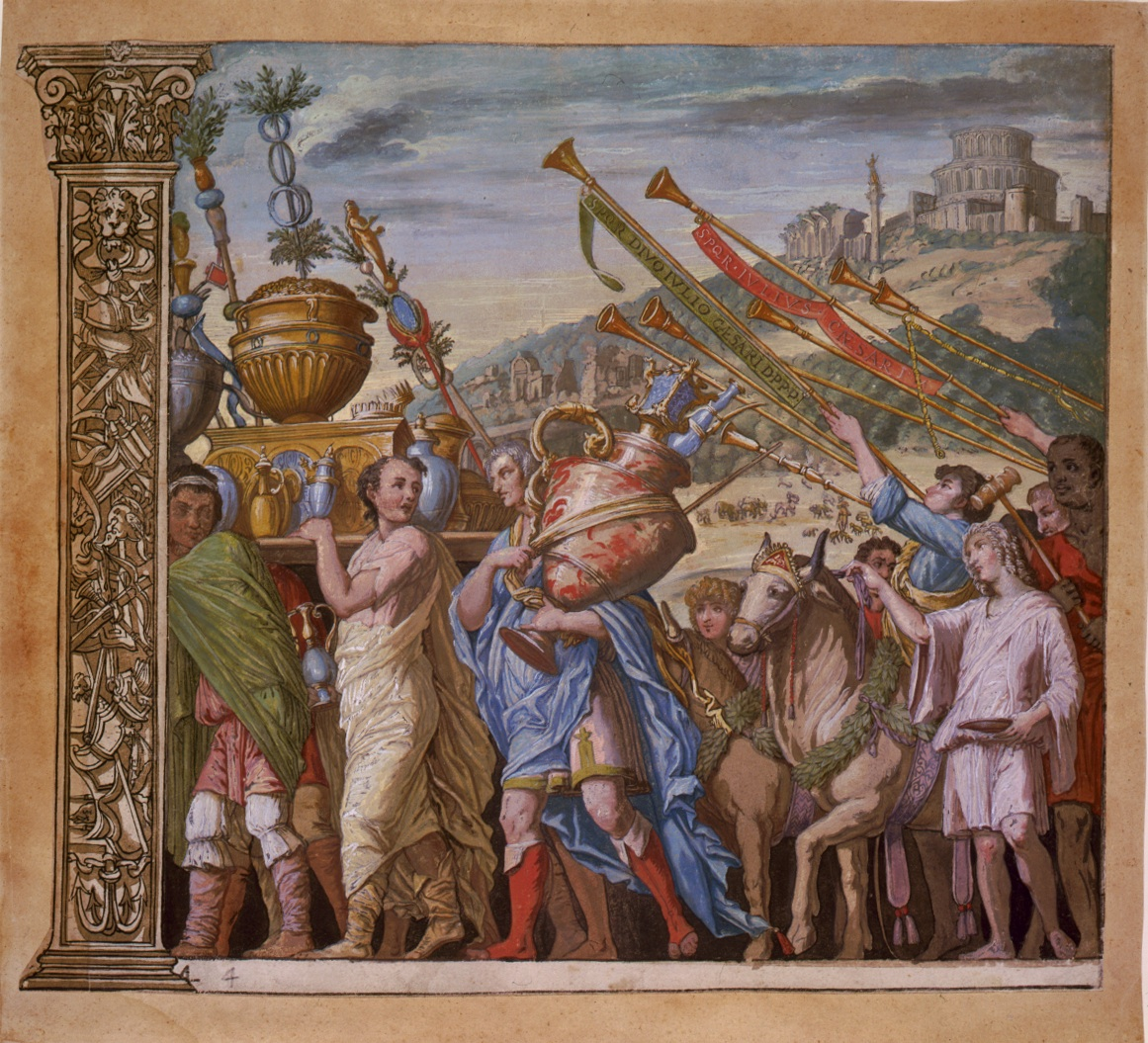
Les Porteurs de vase, les taureaux sacrificiels, les trompettes (IV)
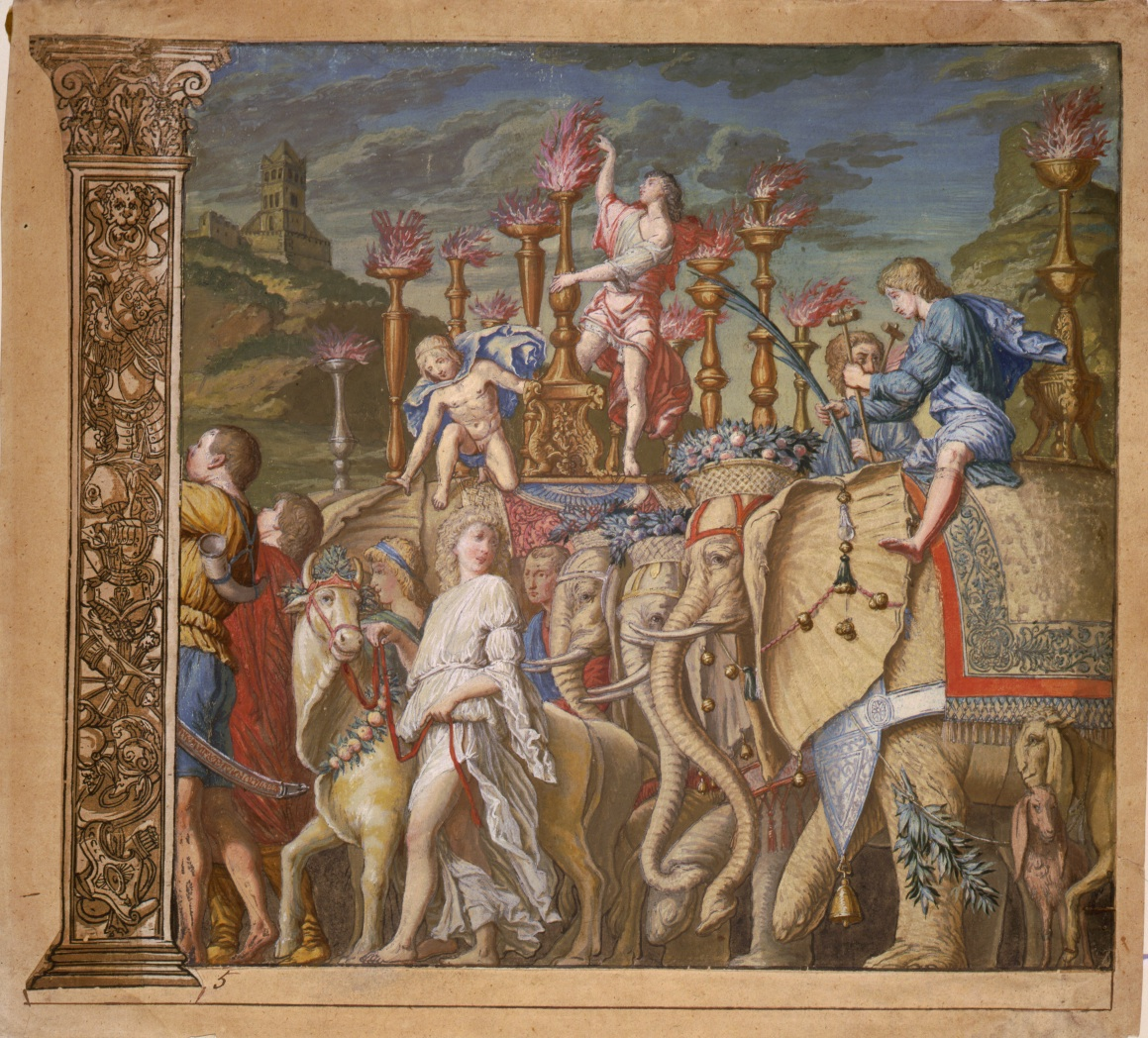
Les Trompettes, les taureaux sacrificiels, les éléphants (V)
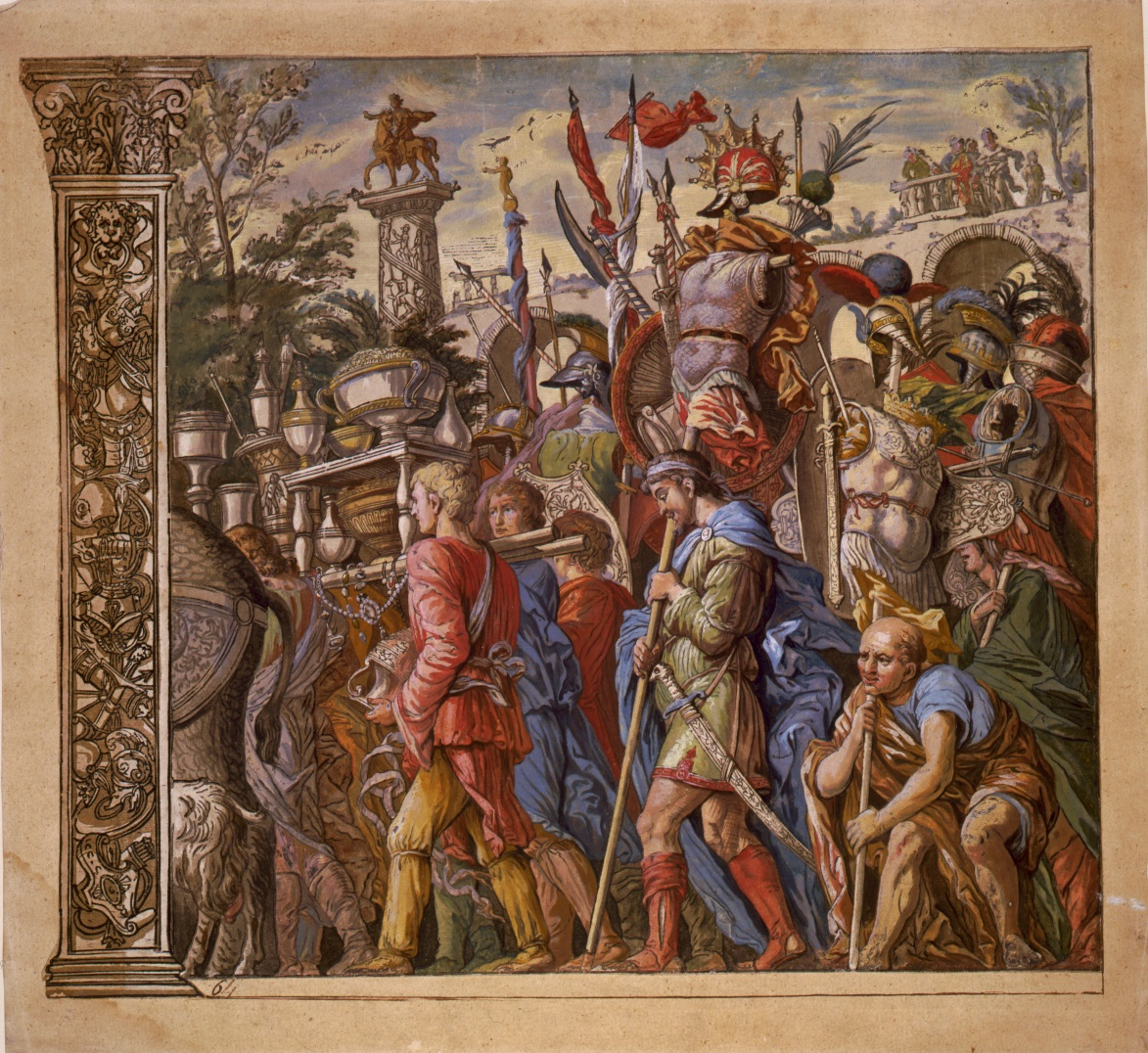
Les Porteurs de cuirasses, de trophées et de pièces d'armement (VI)
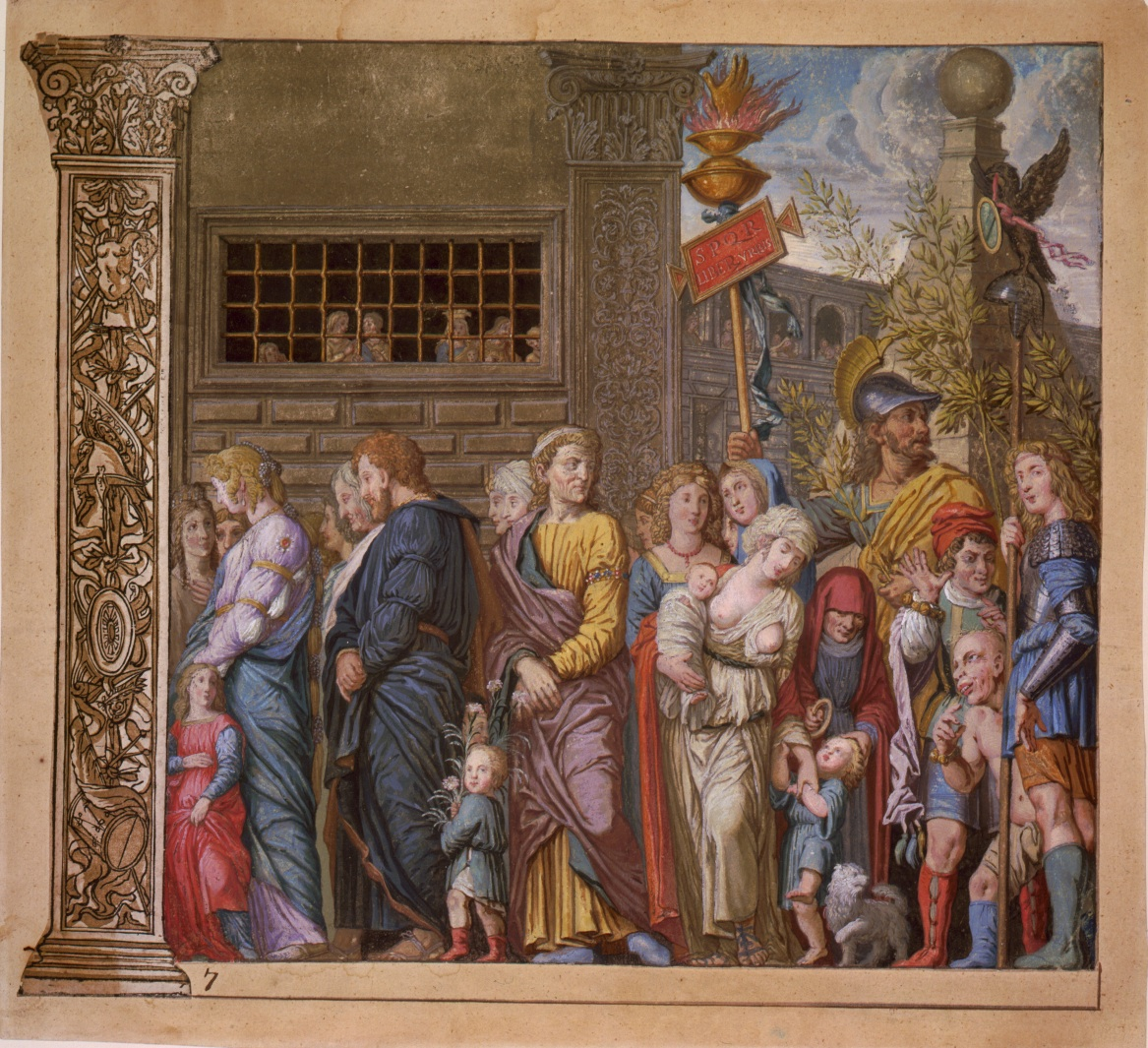
Les Prisonniers (VII)
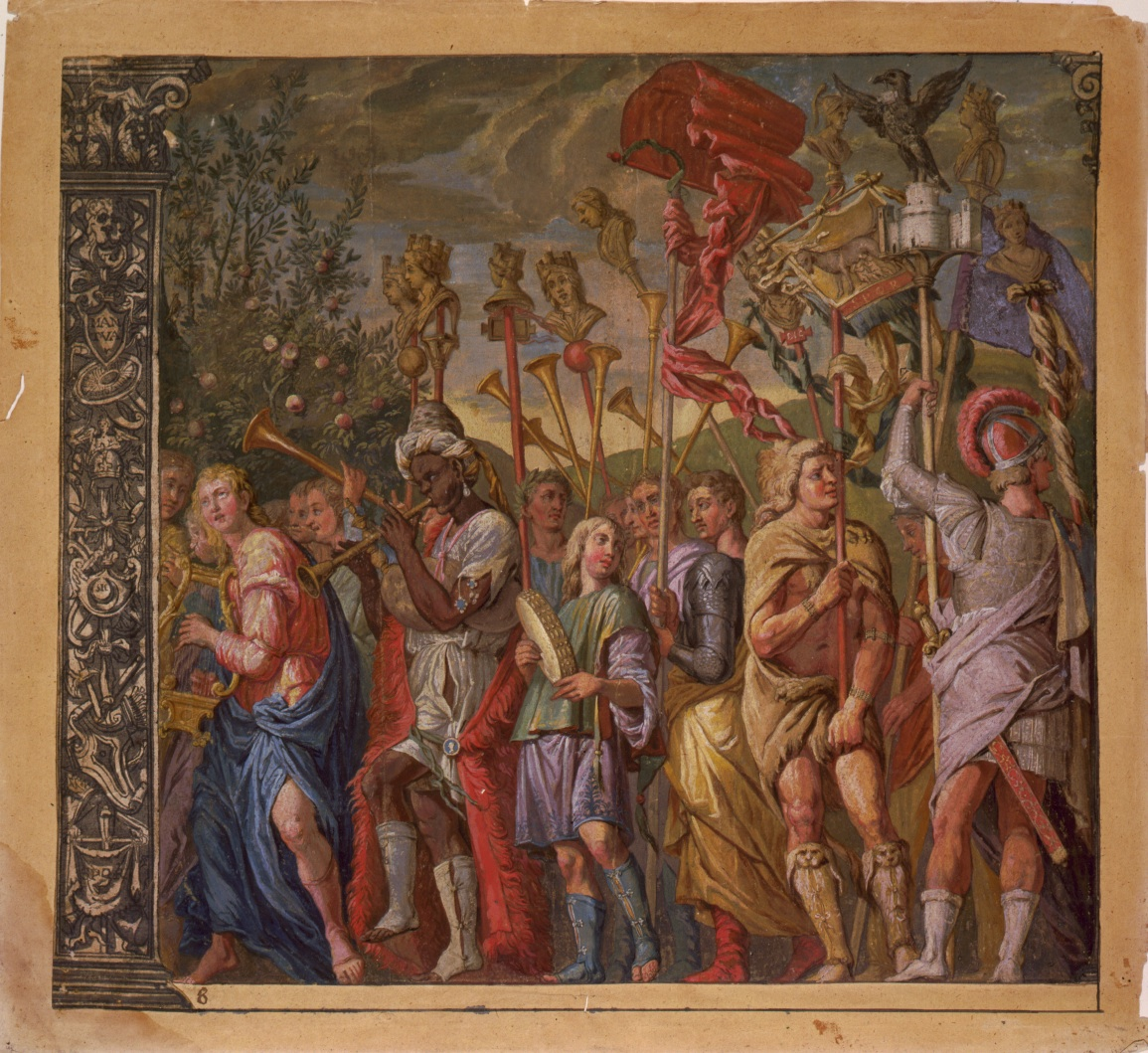
Les Musiciens et les porte-enseignes (VIII)
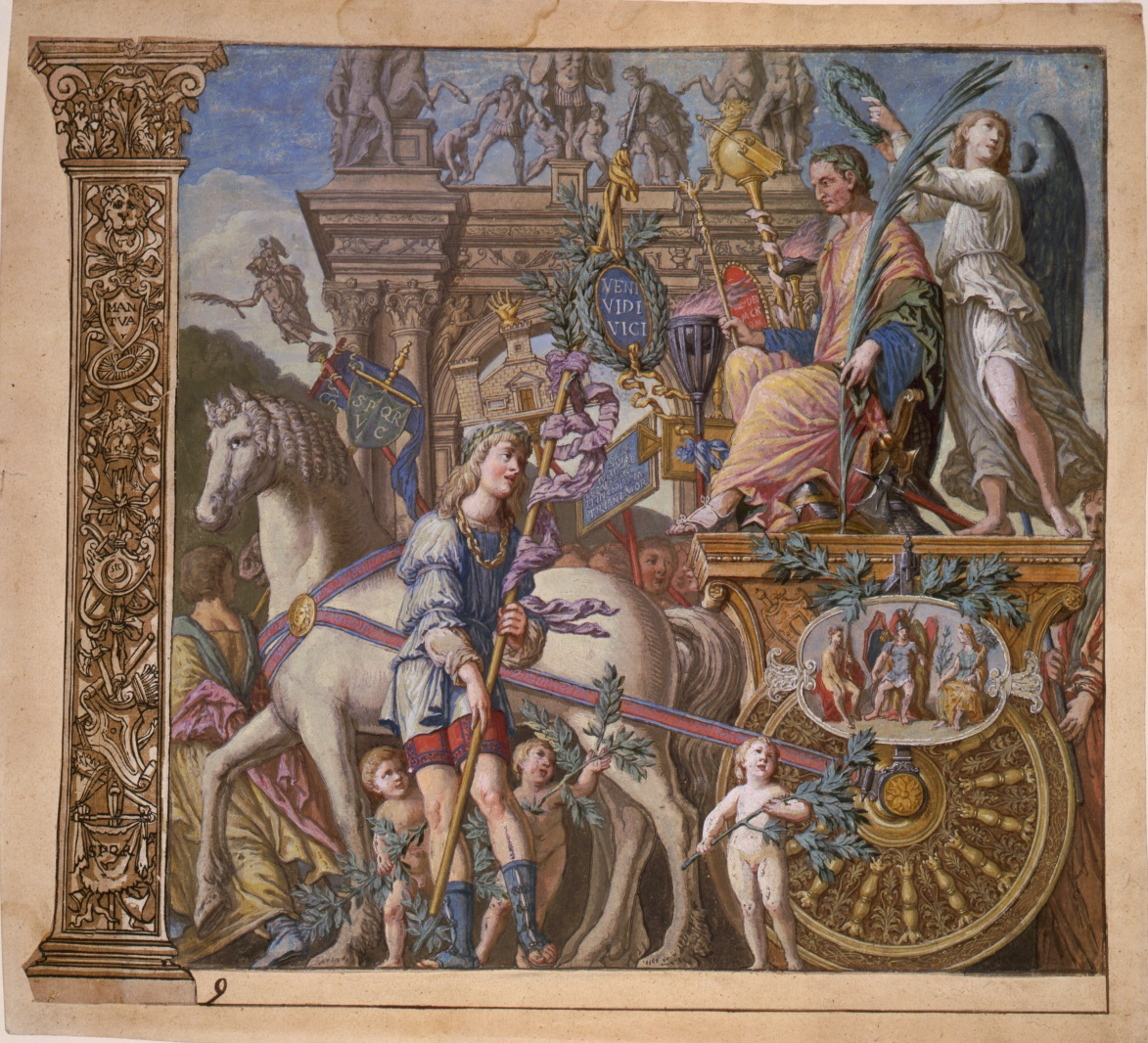
Jules César sur le char triomphal (IX)